# Paarsstaartpapegaai
De paarsstaartpapegaai (Touit purpuratus) is een vogel uit de familie Psittacidae (papegaaien van Afrika en de Nieuwe Wereld).

## Verspreiding en leefgebied
Deze soort komt voor in het Amazonebekken en telt twee ondersoorten:
- T. p. purpuratus: van zuidelijk Venezuela via de Guiana's naar noordelijk Brazilië.
- T. p. viridiceps: van zuidoostelijk Colombia en zuidelijk Venezuela tot noordwestelijk Brazilië, oostelijk Ecuador en noordoostelijk Peru.

## Status
De grootte van de populatie is niet gekwantificeerd maar de soort wordt omschreven als niet algemeen voorkomend. Op de Rode lijst van de IUCN heeft deze soort de status niet bedreigd.